# Ördögkolobusz
Az ördögkolobusz (Colobus satanas) a cerkóffélék családjába tartozó, teljesen fekete színű, Közép-Afrikában honos majomfaj.

## Megjelenése

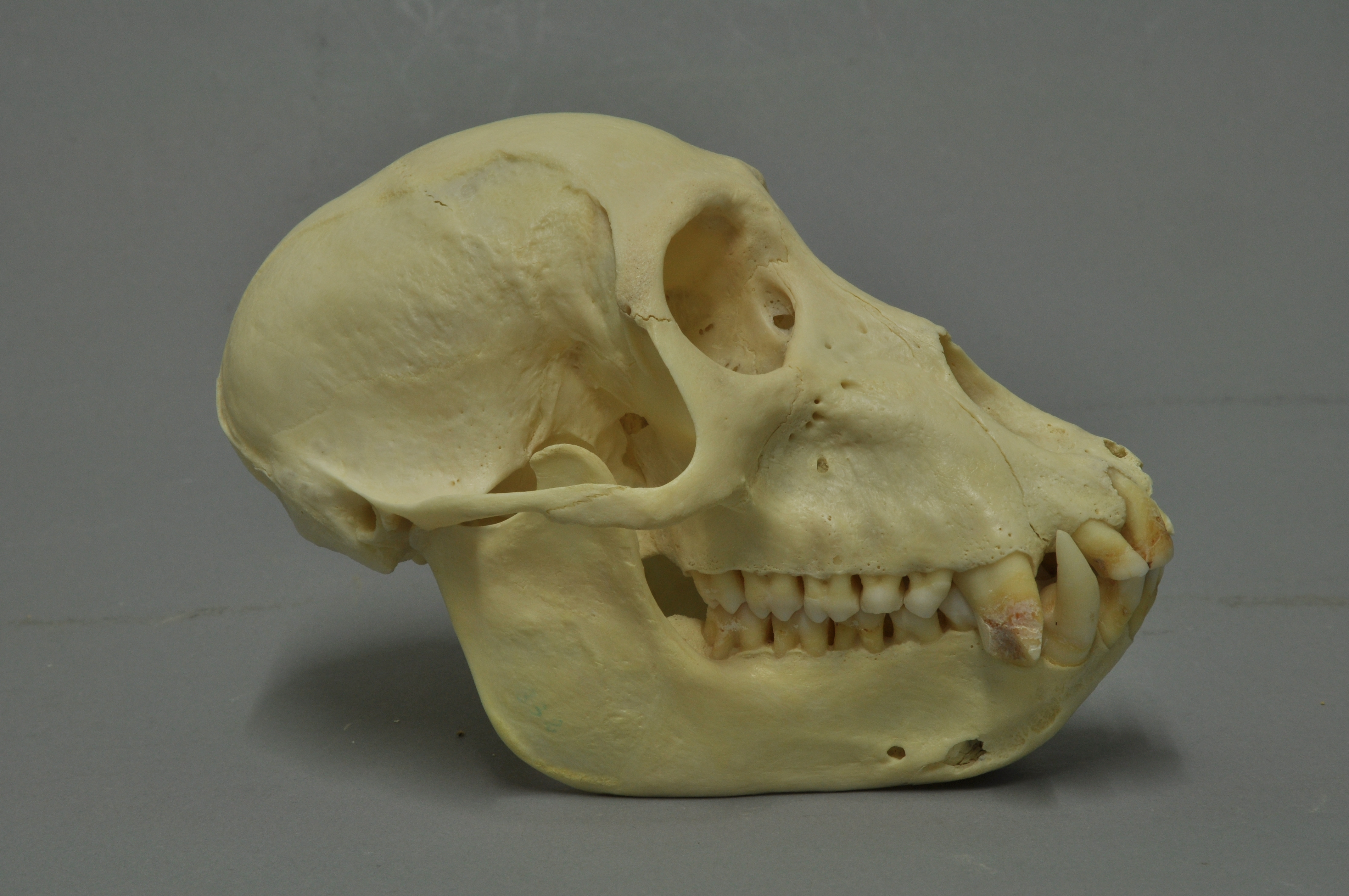
Az ördögkolobusz koponyája

Az ördögkolobusz viszonylag nagy termetű majom, testhossza 50–70 cm-t tesz ki, amihez még kb. 80 cm-es farka járul. A rokonaihoz hasonlóan testalkata karcsú és ülepén megvastagodott, elszarusodott bőrfelület található. A nemek csak kevéssé különböznek: a hímek 10-15, míg a nőstények 10–11 kg-osak. Hüvelykujjai egészen rövidek, feltehetően azért, hogy az ágról ágra való ugrálás közben elkerülje a sérülést. Végtagjaik hosszúak; lábaik hosszabbak a karoknál. Fülei és arca kivételével egész testét fényes fekete bunda borítja; szőrzete a feje oldalain és homlokán kissé meghosszabbodott. A többi kolobusztól eltérően nincsenek fehér foltok a testén. A két alfaj nagyon hasonlít egymásra, bár a C. s. satanas bundája valamivel hosszabb és bolyhosabb.
Az ördögkolobusz a Colobus nem legrégebbi faja, becslések szerint 3-4 millió éve létezik. Két alfaja ismert:
- Colobus satanas satanas Waterhouse, 1838
- Colobus satanas anthracinus Le Conte, 1857[4]

## Elterjedése
Az ördögkolobusz Közép-Afrikában a Guineai-öböl partvidékén fordul elő; egy viszonylag kis területen, amelyen Egyenlítői-Guinea, Kamerun, Gabon és a Kongói Köztársaság osztozik. A C. s. satanas alfaj csak Bioko szigetén található meg. Az utóbbi időben élőhelye a fakitermelés miatt jelentősen lecsökkent. Legnagyobb, 50-55 ezer fős populációja a gaboni Lope természetvédelmi területen van.

## Életmódja
Az ördögkolobusz a trópusi esőerdők lombkoronaszintjén él; a partmenti, síkvidéki, mocsári, vagy hegyvidéki erdőkben egyaránt. A fák kiirtása után kialakuló fiatal másodlagos erdőkben képtelen megmaradni. Speciális élőhelye és étrendje miatt fogságban nem szaporítható.
Nappal aktív. Ideje döntő részét a fák koronájában tölti, a talajra csak néha merészkedik le. Magvakkal, diókkal, éretlen gyümölcsökkel, rügyekkel, fiatal levelekkel (főleg a liánokéval) táplálkozik. Étrendje legnagyobb részét a magvak teszik ki, amelyeket erőteljes, lapos fogaival könnyen megrág. A legtöbb majomfajtól eltérően a kolobuszoknak négyrekeszes, a kérődzőkére hasonlító gyomra van, amelyben jól meg tudják emészteni a leveleket. Lehetőség szerint fiatal leveleket választ, amelyek tápanyagban gazdagabbak és kevesebb bennük az emésztést gátló méreganyag (pl. tannin). Szükség esetén azonban az idősebb levelekre is ráfanyalodnak, így olyan táplálékon is megvannak, ami a többi kolobusz számára ehetetlen. Megfigyelték, hogy néha földet is esznek, feltehetőleg így szerzik be a szükséges ásványi anyagokat, pl. a nátriumot.
Az ördögkolobuszok 6-20 fős, több hímből és nőstényből álló csapatokban élnek. Territoriális állatok, a szomszédos csoport tagjait hangos kiáltásokkal figyelmeztetik a távolmaradásra. Hívóhangja egy hangos prüszkölést követő magas, bőgő hangjelzés. Megfigyelték, hogy csoportjaikhoz néha magányos koronás cerkófhímek csatlakoznak, amelyek az olyan szociális tevékenységekben is részt vesznek, mint az egymás kurkászása. A kolobuszok felismerik a koronás cerkófok veszélykiáltását. Idejük kb. 60%-át pihenéssel, a többit táplálkozással, szocializációval vagy egyik helyről a másikra való mozgással töltik. Naponta kb. 850 métert tesznek meg táplálék után kutatva.

### Szaporodása
Nincs kizárólagos szaporodási időszaka, de a párzásra általában az esős évszakban kerül sor. A hímek hat-, a nőstények négyévesen lesznek ivarérettek. A nőstényeknél nem figyelhető meg más majmoknál szokásos ivarszervduzzanat a peteérés körül. 195 napig tartó vemhesség után egy utódnak adnak életet. A nőstények átlagosan húszhavonta lesznek vemhesek. Az újszülöttek barnák (szemben a fehéren születő többi kolobusszal) és néhány hónapos korukban feketednek ki. Az a  más majmoknál megfigyelhető jelenség, hogy a csoport nőstényei segítenek egymás kölykeinek nevelésében, viszonylag ritka. A kismajmokat az anyjuk hordozza és szabad idejükben sokat játszanak a csoport többi tagjával, ami elősegíti beilleszkedésüket.

## Környezetvédelmi helyzetük
Az ördögkolobusz a Természetvédelmi Világszövetség Vörös listáján "sebezhető" státusszal szerepel. Az utóbbi 30 évben a faj létszáma 30%-kal esett. Különösen súlyos a veszélyeztetett státuszú C. s. satanas alfaj helyzete, amelynek populációja a 30 évvel korábbinak csak 40%-a. A faj mára csak a nehezen megközelíthető erdőkben található meg.
A fajt leginkább a fakitermelés és az illegális prémvadászat veszélyezteti. Az utak építésével a vadászok korábban érintetlen régiókba is eljuthatnak. Húsukért is vadásszák őket, az Egyenlítői-Guinei fővárosában, Malabóban árult vadhús ("bushmeat") kb. 20%-a ehhez a fajhoz tartozik. Egy felnőtt majmot kb. 20 amerikai dollárért lehet eladni a piacon.
Az ördögkolobusz a washingtoni egyezmény II. függelékén szerepel, vagyis kereskedelme korlátozott.

## Fordítás
- Ez a szócikk részben vagy egészben  a   Black colobus című angol Wikipédia-szócikk ezen változatának fordításán alapul.  Az eredeti cikk szerkesztőit annak laptörténete sorolja fel. Ez a jelzés csupán a megfogalmazás eredetét és a szerzői jogokat jelzi, nem szolgál a cikkben szereplő információk forrásmegjelöléseként.